# Stefan Havlik
Štefan Havlík (ur. 10 września 1975 w Koszycach na Słowacji) – słowacki kulturysta, model oraz żołnierz. Mistrz Świata w kulturystyce amatorskiej (kat. wagowa do 85 kg, 2003), a także czterokrotny zdobywca tytułu Mistrza Europy (kat. do 90 kg w 2001, 2006 i 2010, w 2011 kat. ciężka) i czterokrotny Mistrz Słowacji (1999, 2001, 2005, 2006) w tej dziedzinie sportu. Zamieszkał w Bratysławie.

## Wymiary
- wzrost: 173 cm[potrzebny przypis]
- waga w sezonie: 115 kg[potrzebny przypis]
- waga poza sezonem: 105 kg[potrzebny przypis]

## Osiągnięcia
- 1999:
  - Slovakian Amateur Championships – I m-ce
- 2000:
  - European Amateur Championships – fed. IFBB, waga półciężka – VI m-ce
- 2001:
  - European Amateur Championships – IFBB, waga półciężka – I m-ce
  - World Amateur Championships – IFBB, waga półciężka – VIII m-ce
  - World Games – IFBB, waga ciężka – IV m-ce
- 2002:
  - World Amateur Championships – IFBB, waga półciężka – X m-ce
- 2003:
  - World Amateur Championships – IFBB, waga średnia – I m-ce
- 2005:
  - European Amateur Championships – IFBB, waga półciężka – III m-ce
  - World Amateur Championships – IFBB, waga półciężka – IV m-ce
- 2006:
  - European Amateur Championships – IFBB, waga półciężka – I m-ce
  - World Amateur Championships – IFBB, waga ciężka – II m-ce
- 2007:
  - World Amateur Championships – IFBB, waga ciężka – II m-ce
- 2009:
  - World Amateur Championships − IFBB, waga ciężka − X m-ce
- 2010:
  - European Amateur Championships − IFBB, waga lekkociężka − I m-ce
  - European Amateur Championships − IFBB − całkowity zwycięzca
- 2011:
  - European Amateur Championships − IFBB, waga ciężka − I m-ce
- 2012:
  - Arnold Amateur − IFBB, waga ciężka − I m-ce
  - Arnold Amateur − IFBB − całkowity zwycięzca